# Friedrich Möglich

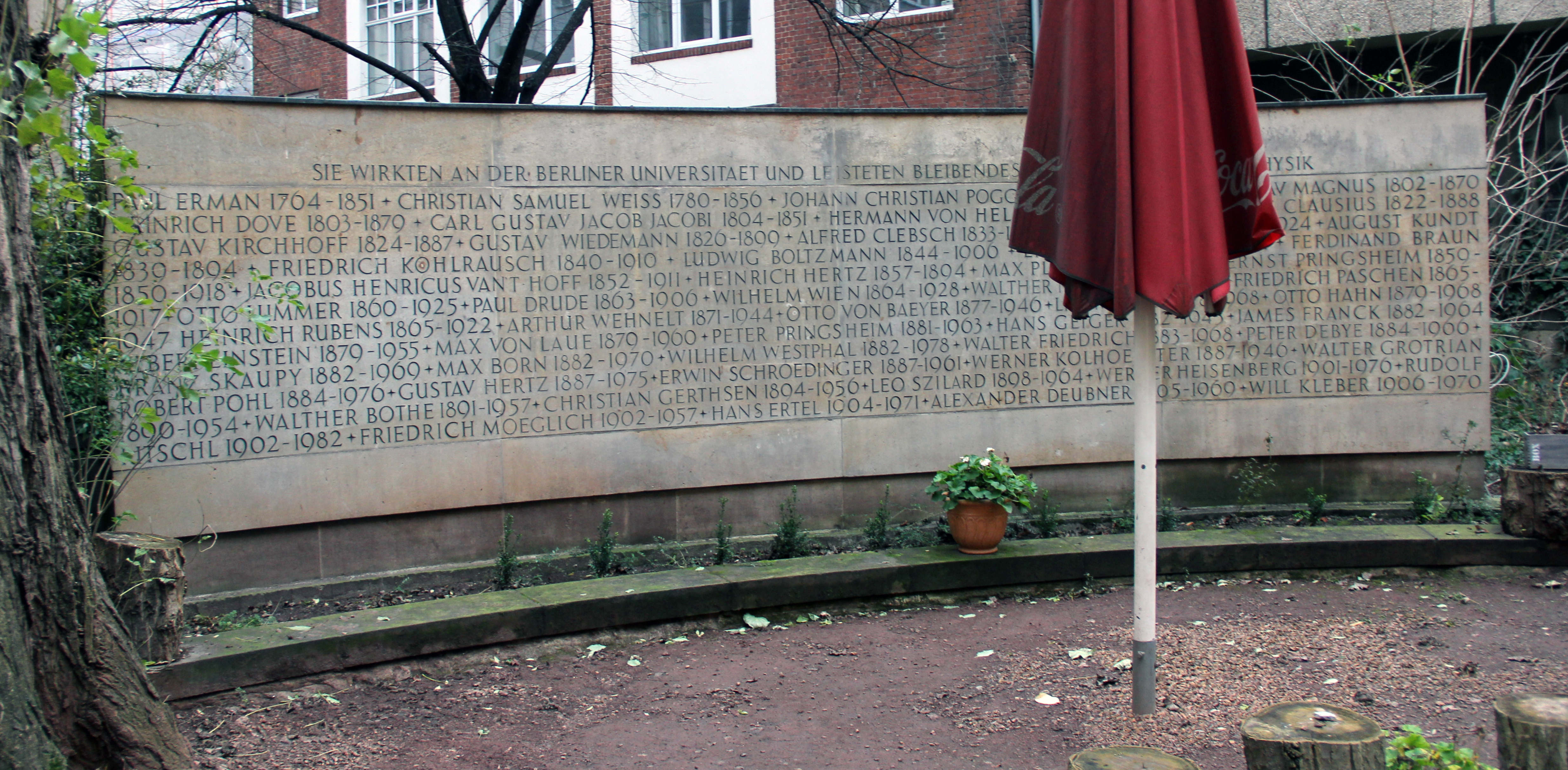
Monumento, Invalidenstraße 110, em Berlin-Mitte

Friedrich Möglich (Berlim, 12 de outubro de 1902 – Berlim, 17 de junho de 1957) foi um físico alemão, conhecido sobretudo por suas pesquisas sobre óptica ondulatória.

## Vida
Friedrich Möglich foi aluno de Erwin Schrödinger e Max von Laue, que foi seu orientador na Universidade de Berlim em 1927 com a tese Beugungserscheinungen an Körpern von ellipsoidischer Gestalt.. Obteve a habilitação em 1930. Em 1932 filiou-se ao Partido Nacional-Socialista dos Trabalhadores Alemães (NSDAP) e Sturmabteilung (SA). Foi assim um dos primeiros nacional-socialistas na faculdade da Universidade de Berlim. Em 1934 foi nomeado chefe do corpo docente da Universidade de Berlim. Desde 1935 entrou em conflito com o regime nazista. Como a Gestapo o acusou de desvio de recursos e "Rassenschande" (vergonha racial), ele fugiu temporariamente para Londres e Paris. Após seu retorno, foi preso em 1937 por causa de seu envolvimento amoroso com uma judia. Em 1938 foi excluído do NSDAP por causa da "vergonha racial". Acabou-se assim sua carreira acadêmica. Através da intercessão de Laue, ele encontrou um emprego científico na indústria como funcionário freelancer na Osram GmbH.
Após a Segunda Guerra Mundial Möglich trabalhou como cientista no Biomedizinisches Forschungszentrum em Berlim. Em 1945 trabalhou na Deutsche Verwaltung für Volksbildung (DZVVB). Em 1947 assumiu a redação do Annalen der Physik. Em 1946 foi nomeado professor titular de física teórica e diretor do Instituto de Física Teórica. Foi de 1947 a 1957 diretor do Instituto de Pesquisa do Estado Sólido da Academia de Ciências da Alemanha Oriental. Também foi professor e diretor do Instituto de Física Teórica da Universidade Humboldt de Berlim.
Möglich foi membro do 1.º e do 2.º Deutscher Volksrat.